# Атомски радијус
Атомски радијус представља растојање између најудаљенијих електрона који се јављају у одређеном атому и језгра тог атома. Атомски радијуси се за разликују од стварних валентних радијуса одређује теоретским путем, а не стварним експерименталним подацима, зато иако су њихове дефиниције исте може доћи до одређених разлика. Атомски радијус у групама периодног система елемената расте одозго надоле (електрони се одаљавају од атомског језгра), а у периодама расте здесна налево (језгро јаче привлачи електроне, којих је мање). 
Атомски радијус хемијског елемента је мера величине његових атома, обично средња или типична удаљеност од средишта језгра до границе околних љуски електрона. Будући да граница није добро дефинисана физичка целина, постоје различите нееквивалентне дефиниције атомског радијуса. Три широко коришћене дефиниције атомског радијуса су: Ван дер Валсов радијус, јонски радијус и ковалентни радијус.
У зависности од дефиниције, термин се може применити само на изоловане атоме, или такође на атоме у кондензованој материји, ковалентно везане у молекулима, или у јонизованим и побуђеним стањима; а његова вредност се може добити експерименталним мерењима или израчунати из теоријских модела. Вредност радијуса може зависити од стања и контекста атома.
Електрони немају одређене орбите нити оштро дефинисане домете. Уместо тога, њихови положаји морају бити описани као расподеле вероватноће које се постепено смањују како се удаљава од језгра, без оштрог пресека; они се називају атомске орбитале или електронски облаци. Штавише, у кондензованој материји и молекулима, електронски облаци атома се обично преклапају до неке мере, а неки од електрона могу да лутају по великом подручју које обухвата два или више атома.
Према већини дефиниција, радијуси изолованих неутралних атома крећу се између 30 и 300  (1×10−12 m) или између 0,3 и 3 ангстрема. Према томе, радијус атома је више од 10.000 пута већи од полупречника његовог језгра (1–10 ), и мањи од 1/1000 таласне дужине видљиве светлости (400–700 ).
У многе сврхе, атоми се могу моделовати као сфере. Ово је само груба апроксимација, али може пружити квантитативна објашњења и предвиђања многих појава, као што су густина течности и чврстих супстанци, дифузија флуида кроз молекуларна сита, распоред атома и јона у кристалима, величина и облик молекула.
Атомски радијуси варирају на предвидљив и објашњив начин у периодном систему. На пример, радијуси се генерално смањују дуж сваке периоде (реда) табеле, од алкалних метала до племенитих гасова; и повећајте идући низ сваку групу (колону). Радијус се нагло повећава између племенитог гаса на крају сваке периоде и алкалног метала на почетку следеће периоде. Ови трендови атомског радијуса (и разних других хемијских и физичких својстава елемената) могу се објаснити теоријом електронске љуске атома; они су пружили су важну евиденцију за развој и потврду квантне теорије. Атомски радијуси се смањују у Периодном систему, јер како се атомски број повећава, број протона се повећава дуж периоде, али се додатни електрони додају само у исту квантну љуску. Стога се ефективно нуклеарно наелектрисање према најудаљенијим електронима повећава, приближавајући најудаљеније електроне. Као резултат, облак електрона се скупља, а атомски радијус се смањује.

## Историја
Године 1920, убрзо након што је постало могуће да се одреде величине атома помоћу рендгенске кристалографије, сугерисано је да сви атоми истог елемента имају исте полупречнике. Међутим, 1923. године, када је постало доступно више података о кристалима, утврђено је да апроксимација атома као сфере не мора нужно да важи када се упоређује исти атом у различитим кристалним структурама.

## Дефиниције
Широко коришћене дефиниције атомског радијуса укључују:
- Ван дер Валсов радијус: у принципу, половина минималне удаљености између језгара два атома елемента који нису везани за исти молекул.[5]
- Јонски радијус: номинални радијус јона елемента у одређеном стању јонизације, изведен из размака атомских језгара у кристалним солима које укључују тај јон. У принципу, размак између два суседна супротно наелектрисана јона (дужина јонске везе између њих) треба да буде једнак збиру њихових јонских радијуса.[5]
- Ковалентни радијус: номинални радијус атома елемента када је ковалентно везан за друге атоме, како је закључено из раздвајања између атомских језгара у молекулима. У принципу, растојање између два атома која су међусобно везана у молекулу (дужина те ковалентне везе) треба да буде једнак збиру њихових ковалентних радијуса.[5]
- Метални радијус: номинални радијус атома елемента када су металним везама придружени другим атомима.
- Боров радијус: радијус електронске орбите најниже енергије предвиђен Боровим моделом атома (1913).[6][7] Он је применљив је само на атоме и јоне са једним електроном, као што су водоник, појединачно јонизовани хелијум и позитронијум. Иако је сам модел сада застарео, Боров радијус за атом водоника и даље се сматра важном физичком константом.

## Емпиријски измерени атомски радијус
Следећа табела приказује емпиријски измерене ковалентне радијусе за елементе, како их је објавио Ј. К. Слејтер 1964. Вредности су у пикометрима (pm или 1×10−12 ), са тачношћу од око 5 pm. Нијанса кутије се креће од црвене до жуте како се радијус повећава; сива означава недостатак података.
| Група (колона) | 1   | 2   | 3   | 4   | 5   | 6   | 7   | 8   | 9   | 10  | 11  | 12  | 13  | 14  | 15  | 16     | 17  | 18 |  |
| Периода (row)  |     |     |     |     |     |     |     |     |     |     |     |     |     |     |     |        |     |    |  |
| 1              | 25  |     |     |     |     |     |     |     |     |     |     |     |     |     |     |        |     |    |  |
| 2              | 145 | 105 |     |     |     |     |     |     |     |     |     |     | 85  | 70  | 65  | 60     | 50  |    |  |
| 3              | 180 | 150 |     |     |     |     |     |     |     |     |     |     | 125 | 110 | 100 | 100    | 100 |    |  |
| 4              | 220 | 180 | 160 | 140 | 135 | 140 | 140 | 140 | 135 | 135 | 135 | 135 | 130 | 125 | 115 | 115    | 115 |    |  |
| 5              | 235 | 200 | 180 | 155 | 145 | 145 | 135 | 130 | 135 | 140 | 160 | 155 | 155 | 145 | 145 | Te 140 | 140 |    |  |
| 6              | 260 | 215 | *   | 155 | 145 | 135 | 135 | 130 | 135 | 135 | 135 | 150 | 190 | 180 | 160 | 190    |     |    |  |
| 7              |     | 215 | **  |     |     |     |     |     |     |     |     |     |     |     |     |        |     |    |  |
|                |     |     |     |     |     |     |     |     |     |     |     |     |     |     |     |        |     |    |  |
| Лантаноиди     | *   | 195 | 185 | 185 | 185 | 185 | 185 | 185 | 180 | 175 | 175 | 175 | 175 | 175 | 175 | 175    |     |    |  |
| Актиноиди      | **  | 195 | 180 | 180 | 175 | 175 | 175 | 175 |     |     |     |     |     |     |     |        |     |    |  |
|                |     |     |     |     |     |     |     |     |     |     |     |     |     |     |     |        |     |    |  |